# Matchstick Men
Matchstick Men is een film uit 2003 die geregisseerd werd door Ridley Scott, met in de hoofdrollen Nicolas Cage, Sam Rockwell en Alison Lohman. Het verhaal in de film is gebaseerd op het boek Matchstick Men van Eric Garcia.
Matchstick Men werd uitgebracht op 12 september 2003 en werd overwegend positief ontvangen. De film werd echter grotendeels genegeerd tijdens de prijsuitreikingen en werd ook niet genomineerd voor een Oscar. Op Rotten Tomatoes had de film anno maart 2015 een score van 82%. Op IMDB scoorde de film op datzelfde moment een 7,3 uit 10. In de Verenigde Staten bracht de film bijna 37 miljoen dollar op.
Zowel het acteerwerk van Nicolas Cage als dat van Alison Lohman werd overwegend goed gevonden.
De plottwist aan het einde van de film zou aanvankelijk uit de film gehaald worden, hoewel die twist ook in het boek opgenomen was. Ridley Scott besloot de plottwist toch te behouden en voegde een "1 jaar later"-scène toe om te voorkomen dat de kijker voelde dat hoofdpersoon Roy in de steek gelaten zou zijn.

## Verhaal
Roy Waller is een psychisch doorgedraaide oplichter die in Los Angeles woont. Samen met zijn partner Frank Mercer licht hij onwetende mensen op, onder andere door middel van de neppe loterij die hij samen met Frank heeft opgezet. Roy heeft meerdere psychische stoornissen, hij lijdt aan agorafobie, dwangneurose en tics. Nadat Roy gewelddadig wordt bij een paniekaanval, raadt Frank hem aan naar een psychiater te gaan, Dr. Harris Klein.
Klein geeft Roy medicijnen om zijn psychische problemen te onderdrukken. In de therapie besluit Roy contact op te nemen met zijn ex-vrouw Heather, die zwanger was ten tijde van hun scheiding. Klein weet Roy te melden dat hij een 14 jaar oude dochter heeft, Angela. Roy en Angela ontmoeten elkaar, en Angela stelt vele vragen over hem. Angela is meteen dol op haar vader, en ook Roy stelt haar aanwezigheid op prijs. Frank stelt voor om de zakenman Chuck Frechette op te lichten, en Roy stemt daarmee in.
Op een avond staat Angela onverwacht bij hem voor de deur om te zeggen dat ze het hele weekend bij hem wil blijven omdat ze ruzie had met haar moeder. Roy stelt haar aanwezigheid voor een dergelijke lange duur niet op prijs. Al snel verlaat Angela hem na een ruzie. Later maken de twee het weer goed. Tijdens het avondeten besluit Roy zijn dochter een oplichterstruc uit te leggen. De twee gaan naar een wasserette en laten een oudere vrouw geloven dat ze een loterij heeft gewonnen. Voordat de vrouw het geldbedrag heeft geïnd geeft ze Angela 300 dollar, de helft van het gewonnen bedrag. Roy dwingt Angela echter het geld weer terug te geven.
Roy voelt zich door de aanwezigheid van zijn dochter steeds beter. Hij neemt haar mee uit bowlen maar hij wordt ondertussen gebeld door Frank die zegt dat Chucks vlucht naar de Kaaimaneilanden vandaag al vertrekt. Roy besluit Angela deel te laten nemen aan de oplichting van Chuck. Angela krijgt de opdracht Chuck op het vliegveld af te leiden door een opstootje te veroorzaken, ze wil een alcoholische drank maar ze is nog geen 21. Op het moment dat Chuck afgeleid wordt verwisselt Roy de geldkoffers, waardoor Chuck duizenden dollars armer is. Daarna volgt een autoachtervolging omdat Chuck achter het bedrog is gekomen. Roy komt ook te weten dat zijn dochter een jaar geleden gearresteerd is voor winkeldiefstal, waardoor haar identiteit door beveiligingscamera's te achterhalen is. Roy is kwaad op haar en wil alle contact verbreken.
Roy krijgt weer last van psychische aanvallen, en hij gaat naar de apotheker om weer medicijnen te halen. Daar komt hij erachter dat de pillen niets tegen zijn stoornissen uithalen en hij de pillen helemaal niet nodig heeft om zich goed te voelen. Hij realiseert zich dat hij Angela nodig heeft in zijn leven maar bedenkt dat dat niet samen kan gaan met het oplichtersleven. Hij zegt zijn relatie met Frank op en zegt het oplichten vaarwel.
Roy en Angela hebben het weer goed gemaakt en gaan uit eten. Wanneer ze terugkomen in het huis van Roy vinden ze daar een in elkaar geslagen Frank die door Chuck onder schot gehouden wordt. Angela vindt een pistool in het huis van Roy en schiet op Chuck. Hij lijkt stervende. Frank vertrekt samen met Angela naar een motel, terwijl Roy Chuck naar een ziekenhuis zal brengen. Chuck blijkt ineens levend te zijn en slaat Roy bewusteloos.
Roy wordt wakker in een ziekenhuis met de politie aan zijn bed. Zij vertellen hem dat Chuck stierf aan een pistoolschot en Frank en Angela verdwenen zijn. Psychiater Klein arriveert en Roy geeft hem het wachtwoord van zijn bankkluis en de opdracht de inhoud van de kluis, geld, te geven aan Angela. Roy valt in een diepe slaap en wordt pas later weer wakker. Hij kijkt om zich heen maar ziet nergens politie of ziekenhuispersoneel. Hij loopt zijn kamer uit. Hij bleek zich niet in een ziekenhuis maar in een soort bouwkeet te bevinden, ingericht als ziekenhuiskamer. Zijn bankkluis blijkt leeggehaald te zijn en zijn psychiater lijkt van de aardbodem verdwenen te zijn. Roy reist af naar zijn ex-vrouw Heather. Die vertelt hem dat ze een miskraam had. Roy realiseert zich dat Angela een oplichter was en Frank ook bij de oplichting betrokken was.
Een jaar later is Roy een medewerker van een lokale tapijtwinkel. Op een dag wandelen Angela en haar vriend de winkel binnen. Roy confronteert haar met haar daden maar vergeeft het haar omdat hij zich bedenkt dat hij mede dankzij haar af is van zijn psychische stoornissen en hij een veel beter leven heeft. Angela en haar vriend verlaten de winkel en Roy gaat naar huis, waar zijn nieuwe vrouw Kathy op hem wacht en zwanger van hem is.

## Rolverdeling
| Acteur         | Personage        |
| -------------- | ---------------- |
| Nicolas Cage   | Roy Waller       |
| Sam Rockwell   | Frank Mercer     |
| Alison Lohman  | Angela           |
| Bruce Altman   | Dr. Harris Klein |
| Bruce McGill   | Chuck Frechette  |
| Sheila Kelley  | Kathy            |
| Beth Grant     | Laundry Lady     |
| Jenny O'Hara   | Mrs. Schaffer    |
| Steve Eastin   | Mr. Schaffer     |
| Melora Walters | Heather          |